# Anoplotettix graecus
Anoplotettix graecus är en insektsart som beskrevs av Adolf Remane 1966. Anoplotettix graecus ingår i släktet Anoplotettix och familjen dvärgstritar. Inga underarter finns listade i Catalogue of Life.